# Danske Bank (Finland)

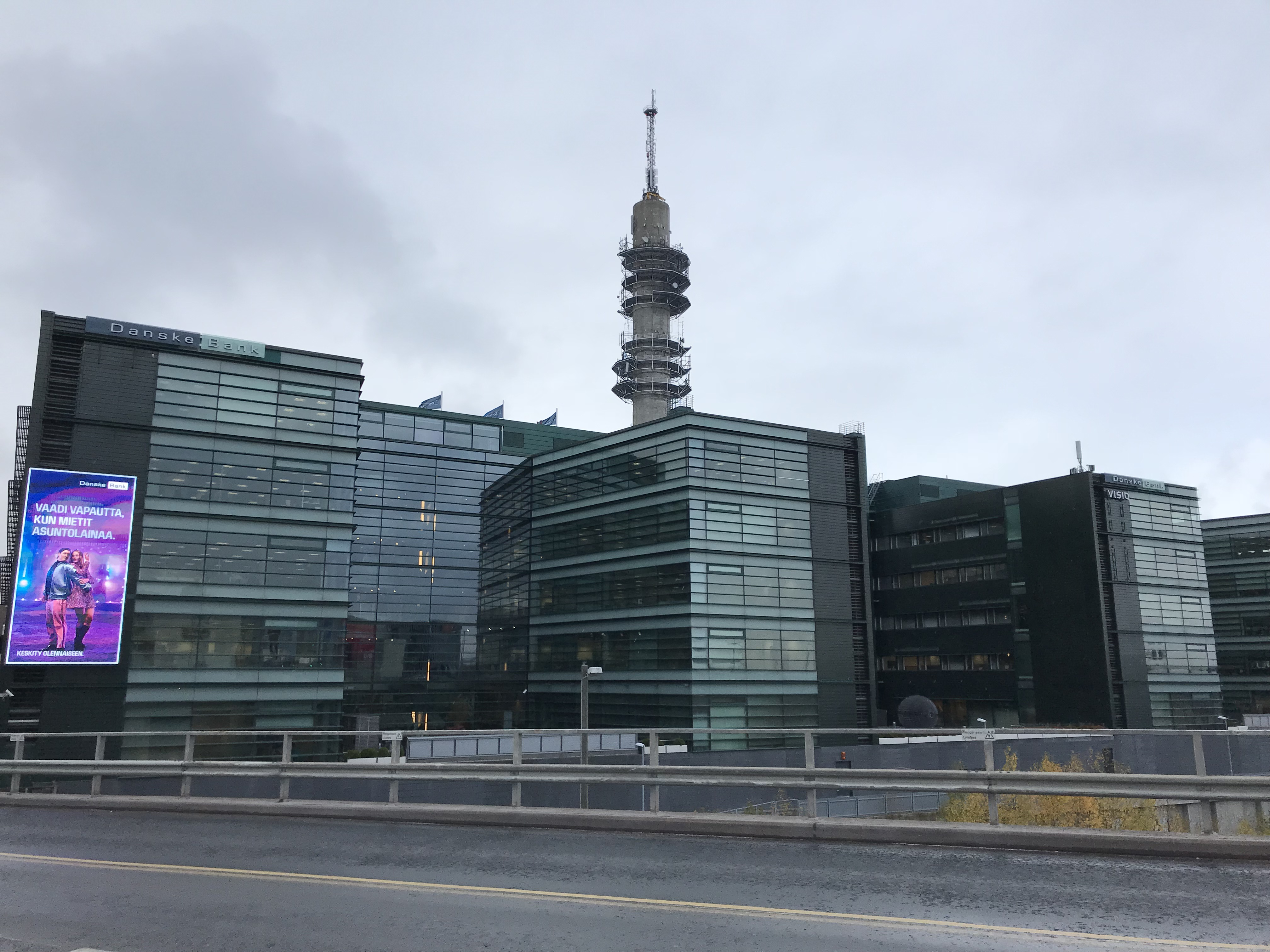
Danske Bank på Televisionsgatan 1 i Böle i Helsingfors

Sampo Bank är affärsnamnet för Danske Banks avdelningar i Finland och Estland. Sampo Bank hade tidigare finska ägare men köptes upp av Danske Bank Group 2007.

## Historik
Sampo Bank har utvecklats från den statligt ägda Postsparbanken, som grundades 1887. 1999 slogs den statligt ägda banken ihop med försäkringsbolaget Sampo PLC till Sampo-gruppen. 2007 köptes banken upp av Danske Bank. Efter uppköpet har Sampo-gruppen fortsatt att driva försäkringsverksamhet. 